# Cyphochilus obscurus
Cyphochilus obscurus är en skalbaggsart som beskrevs av Sharp 1876. Cyphochilus obscurus ingår i släktet Cyphochilus och familjen Melolonthidae. Inga underarter finns listade i Catalogue of Life.